# Pieve di San Severo

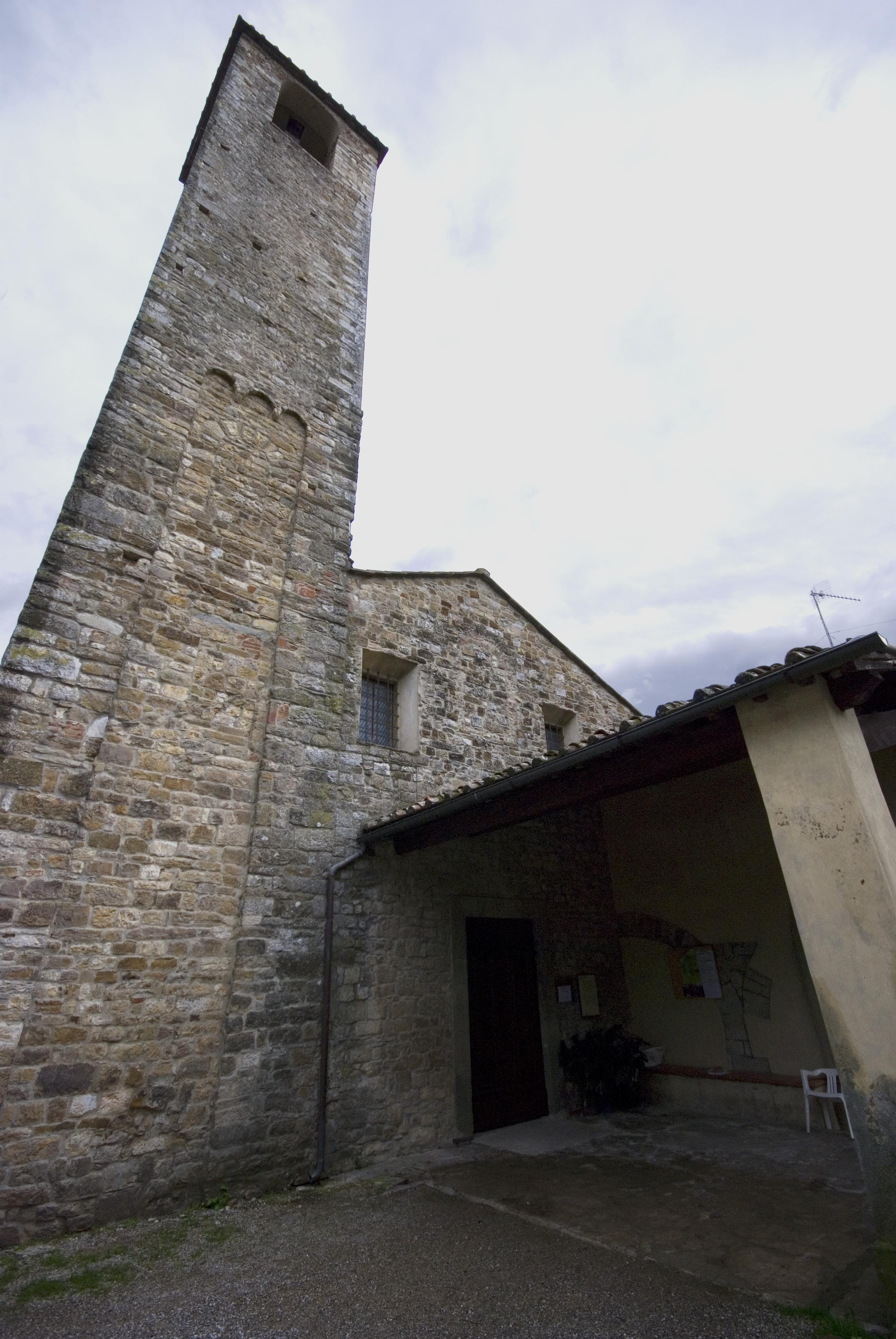
La facciata

La pieve di San Severo si trova a Legri, nel comune di Calenzano, in provincia di Firenze.

## Storia e descrizione
La chiesa fu fondata lungo la più antica via che dalla piana risaliva verso il Mugello, forse già nel VI-VII secolo su una preesistenza romana, come sembra indicare anche la stessa titolazione a san Severo, figura particolarmente cara al mondo bizantino. Le prime notizie risalgono però al 983, quando la chiesa è menzionata nel luogo di Ligari tra i beni della Diocesi di Firenze. Nell'XI secolo, quando è stato attestato anche un capitolo di canonici presso la chiesa, fu costruito il campanile, tuttora esistente. Nel XVI secolo il piano pavimentale dell'interno fu rialzato e la cripta fu interrata.
L'edificio ha un impianto a tre navate originariamente concluse da altrettante absidi (quella sinistra è andata distrutta), spartite da due ampie arcate poggianti su pilastri a sezione circolare di altezza ridotta. Sotto ad una colonna del lato destro, lo scavo nel pavimento permette di vedere in basso il livello originario del pavimento.
Al di sotto del presbiterio, che era originariamente rialzato, è la piccola cripta accessibile oggi solo dall'esterno, che si presenta spartita da esili colonnine che sostengono volte a crociera intonacate.
Tra le opere d'arte si ricorda, sulla parete destra, una tela secentesca con la Visitazione e una tavola con l'Annunciazione probabilmente di Francesco Traballesi, forse del 1575-1580 circa, versione semplificata dello stesso soggetto dipinto per l'altare dell'oratorio di San Pierino a Firenze. In fondo alla navata si9nistra è invece una tavola cinquecentesca con gli Arcangeli Michele e Raffaele e con Tobiolo attribuita al Maestro di Serumido (forse identificabile con Mariotto Dolzemele) al cui centro fu inserita nel 1750 circa una Madonna col Bambino che porge il rosario ai Santi Domenico e Caterina.
In chiesa sono anche diversi lacerti di affreschi tre-quattrocenteschi, tra i più leggibili dei quali è l'affresco della seconda metà del Trecento con San Iacopo, riferito a Pietro di Miniato, oppure alla bottega di Niccolò di Pietro Gerini o a quella di Agnolo Gaddi. e il Giudizio universale con la Madonna e santi, del XV secolo. 

## Antico piviere di San Severo
- chiesa di San Pietro a Legri;
- chiesa di Santa Maria alla Querciola;
- chiesa dei Santi Fabiano e Sebastiano di Collina;
- chiesa di San Martino a Leccia;
- chiesa di San Remolo a Leccia;
- chiesa di San Michele a Cupo (annessa alla pieve di Santa Maria a Carraia).